# Sonate K. 27
Pour les articles homonymes, voir K27.
Pour un article plus général, voir Essercizi per gravicembalo.
La sonate K. 27 (F.538/L.449) en si mineur est une œuvre pour clavier du compositeur italien Domenico Scarlatti. C'est la vingt-septième sonate du seul recueil publié du vivant de l'auteur, les Essercizi per gravicembalo (1738), qui contient trente numéros.

## Présentation
La sonate K. 27 en si mineur est notée Allegro. Les croisements de mains notés par Scarlatti ou son copiste sont effectués aussi bien par la main gauche que par la main droite.

## Édition et manuscrits

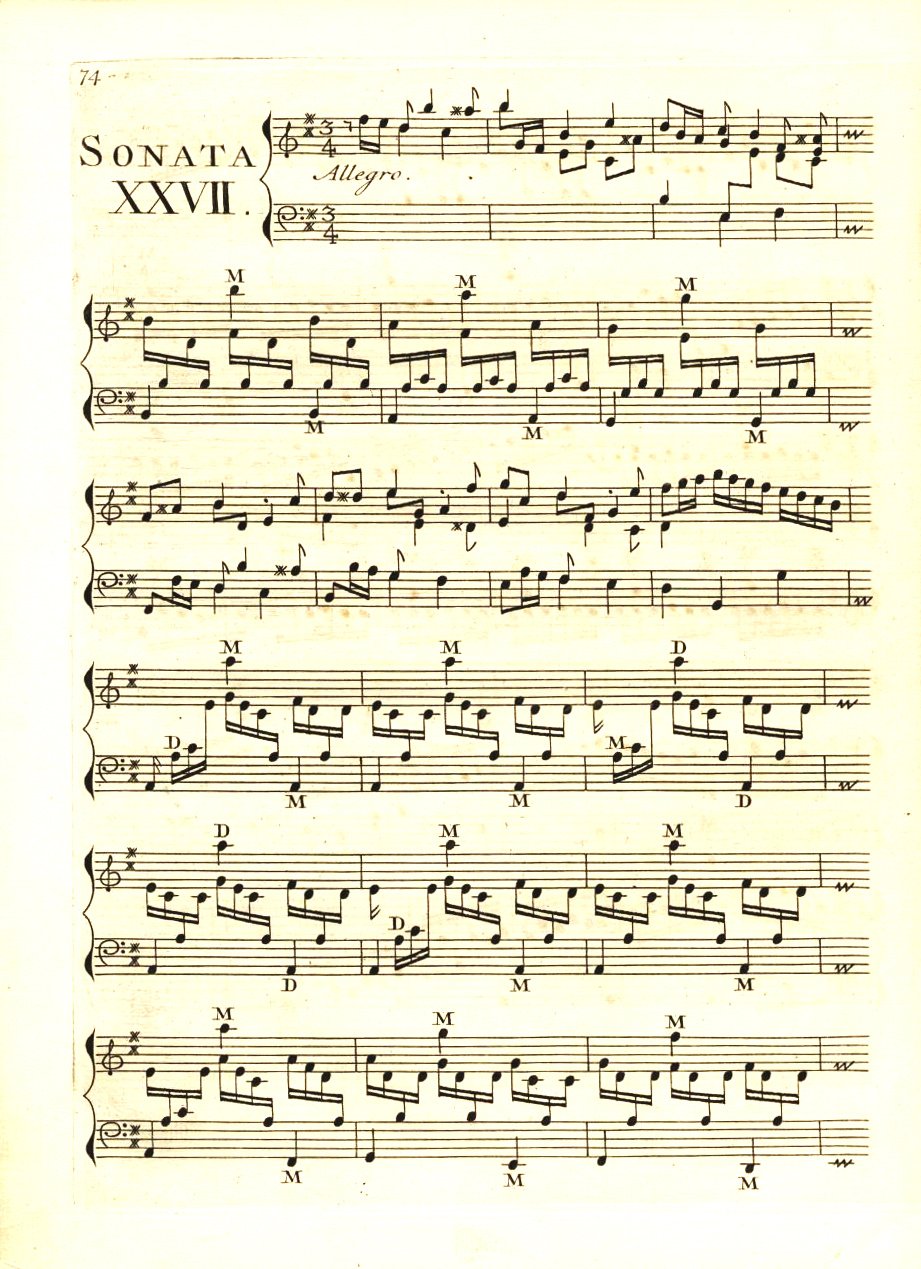
Début de la sonate, extraite d'une édition des Essercizi per gravicembalo publiée à Amsterdam en 1742.

L'œuvre est imprimée dans le recueil des Essercizi per gravicembalo publié sans doute à Londres en 1738. Des copies subsistent dans les manuscrits de Münster V 44 (Sant Hs 3968), Vienne A 33 (VII 28011 A) et Orfeó Catalá (E-Boc) no 28. Une autre est à Barcelone, Ms. M 1964 (no 36).

## Interprètes
La sonate K. 27 est très souvent interprétée au piano, notamment par José Iturbi (1933, RCA/APR), Arturo Benedetti Michelangeli (1942, Aura), Marcelle Meyer (1946 et 1954 EMI), Emil Gilels (1955, Westminster/DG ; septembre 1984, Aura/Ermitage et octobre 1984, BBC « Legends »), Nina Milkina (1973, Pye Records), Anne Queffélec (1979 et 2014, Erato et Mirare), Zhu Xiao-Mei (1995, INA), Michael Lewin (1995, Naxos, vol. 2), Mikhaïl Pletnev (1995, Virgin), Murray Perahia (Sony), Valerie Tryon (2000, APR), Marcela Roggeri (2006), Carlo Grante (2010, Music & Arts, vol. 1), David Greilsammer (2014), Dmitry Masleev (2017, Melodiya), Daria van den Bercken (2017, Sony), Lorenzo Materazzo (2018, Austrian Gramophone), Christian Ihle Hadland (2018, Simax), Margherita Torretta (14-16 avril 2019, Academy Productions) et Hikari Fukuda (2025, OMF).
Au clavecin elle est interprétée par Edward Parmentier (1985, Wildboar), Scott Ross (1976, Still ; 1985, Erato ; concert 1986, INA/Diapason), Maggie Cole (1986, Amon Ra), Robert Wooley (1987, EMI), Ursula Duetschler (1988, Claves), Joseph Payne (1990, BIS), Władysław Kłosiewicz (1997, CD Accord), Kenneth Weiss (2001, Satirino), Pierre Hantaï (2005, Mirare, vol. 3), Kenneth Weiss (2007, Satirino), Emilia Fadini (2008, Stradivarius, vol. 11), Mario Raskin (2011, Verany), Justin Taylor (2018), Ignacio Prego (2020, Glossa) et Hank Knox (2021, Leaf Music). 
Au piano-forte elle est défendue par Joanna Leach (2006) ; à la guitare par Thibault Cauvin dans sa transcription (2013, Vogue/Sony), Stefano Grondona (2017, Stradivarius) et Daniel Marx (2017, Genuin). À la harpe, elle est interprétée par Yolanda Kondonassis (2020, Telarc).

## Sources
: document utilisé comme source pour la rédaction de cet article.
- Ralph Kirkpatrick (trad. de l'anglais par Dennis Collins), Domenico Scarlatti, Paris, Lattès, coll. « Musique et Musiciens », 1982 (1re éd. 1953 (en)), 493 p. (ISBN 978-2-7096-0118-4, OCLC 954954205, BNF 34689181).
- Alain de Chambure, « Domenico Scarlatti : Intégrale des sonates — Scott Ross », p. 172–175, Erato (2564-62092-2), 1985 (OCLC 891183737) .
- (it) Águeda Pedrero-Encabo (trad. de l'espagnol par Francesco Paolo Russo), « Una nuova fonte degli «Essercizi» di Domenico Scarlatti: il manoscritto Orfeó Catalá (E-OC) », Fonti Musicali Italiane, no 17,‎ 2012, p. 151–173 (présentation en ligne).
- (es) Celestino Yáñez Navarro (thèse), Nuevas aportaciones para el estudio de las sonatas de Domenico Scarlatti. Los manuscritos del Archivo de Música de las Catedrales de Zaragoza, Université autonome de Barcelone, 2016 (lire en ligne)